# Skull Island: Rise of Kong
Skull Island: Rise of Kong est un jeu vidéo d'action-aventure développé par IguanaBee et édité par GameMill Entertainment, sortie le 17 octobre 2023 sur PlayStation 4, PlayStation 5, Xbox One, Xbox Series, Nintendo Switch et pour PC via Steam. Le jeu est basé sur l'univers King Kong et il s'inspire des romans King Kong de Joe DeVito.
Le jeu reçoit sans équivoque des critiques négatives de la part de la presse spécialisée.

## Synopsis
L'histoire prend place sur l'île du Crâne, une île fictive tropicale, où vivent deux gorilles géants et leur jeune progéniture Kong. Un jour, le trio de primates est attaqué par un raptor géant qui tue les deux singes adultes. Alors, le jeune Kong terrorisé prend la fuite et se cache dans la jungle. Des années plus tard, Kong, désormais adulte, sa lance à la conquête de l'île afin de retrouver la créature ayant tué ses parents.

## Système de jeu
Skull Island: Rise of Kong combine des mécaniques d'un jeu de combat de type beat them all et d'exploration. Le joueur incarne le jeune Kong en vue à la troisième personne alors qu'il voyage sur l'île principale depuis la mort de ses parents,. En termes de contrôle, il peut se déplacer, sauter, frapper avec ses poings, utiliser le décor (arbre, rocher) comme arme et parer les attaques. Le joueur progresse dans un monde en trois dimensions en cel-shading, divisé en plusieurs secteurs ; en cas de désorientation, une touche du contrôleur lui indique la direction à suivre. Les ennemis comprennent à la fois la faune atypique de l'île (comme des dodos, des crabes géants, des dinosaures, etc.) ainsi que plusieurs boss que le joueur affronte dans des arènes. Certains combats imposés engendre des points que le joueur peut dépenser pour améliorer les capacités du personnage. Le joueur peut récupérer des herbes à même le sol pour regénérer la santé du singe.

## Développement
Skull Island: Rise of Kong est édité par GameMill Entertainment, spécialisée dans la commande de licences vidéo-ludiques mineures. L'éditeur sous-traite le jeu auprès du studio indépendant chilien IguanaBee alors composé de douze employés.
Joe DeVito, écrivain et illustrateur du roman Kong: King of Skull Island, participe au développement du jeu et déclare : « je ne pourrais pas être plus enthousiaste à l'idée de travailler avec l'équipe talentueuse de GameMill Entertainment qui fournira à la fois aux fans de King Kong et aux joueurs la chance de découvrir le monde originel de King Kong de manière ludique »,. En effet, le jeu s'inspire allègrement des romans de l'auteur,.
Le jeu est officiellement annoncé le 20 juillet 2023, après avoir été divulgué un jour plus tôt,,.
La version standard du jeu sort le 17 octobre 2023 sur de multiples consoles de jeu : PlayStation 4, PlayStation 5, Xbox One,Xbox Series X/S et Nintendo Switch. Le jeu sort également pour ordinateur depuis la plate-forme Steam. Une version Deluxe jeu intègre comme contenu additionnel différents grains d'image, un pack de cosmétiques, des concepts art et un mode de jeu nommée boss rush.
À la suite du mauvais accueil de Skull Island: Rise of Kong, un rapport du site The Verge révèle que GameMill a donné à IguanaBee un an pour créer le jeu à partir de zéro, en juin 2022. Des sources anonymes affirment que deux à vingt développeurs ont travaillé sur le jeu à un moment donnée de la production et que l'équipe s'est confrontée à un crunch afin de terminer le projet. Le rapport indique aussi que GameMill a donné très peu de détails sur le jeu à IguanaBee, ce qui a obligé le studio chilien à improviser.

## Accueil
Skull Island: Rise of Kong est méprisé dès sa divulgation,.
Dans une scène cinématique en particulier, qui est diffusée rapidement en ligne via Twitter, King Kong a un flashback sur son passé alors qu'il rencontre un ennemi. Une image statique est présentée à l'écran pour représenter le flashback avant que Kong ne se retourne et ne saute sur l'ennemi,. L'animation de Kong est décrite par Zack Zwiezen de Kotaku comme étant équivalente à un « animatronique cassé sur une attraction Disney abandonnée depuis longtemps ». 
Après la sortie du jeu, Phil Hornshaw d'IGN décrit le jeu comme « laid et plein de bugs » et rajoute : « au fond, c'est juste ennuyeux. Il ne tente pas de faire quelque chose de nouveau ou intelligent ». De plus, Shunal Doke de Gaming Bolt déclare que : « le jeu a des graphismes terribles, un gameplay carrément horrible et une conception des niveaux qui semble vouloir vous faire perdre du temps plutôt que de vous proposer des défis ou des récompenses intéressants ».  
Par ailleurs, Robert Webb de DualShockers rapporte ses impressions envers l'edition deluxe du jeu : « Le DLC de Rise of Kong est insultant, offrant des extras risibles, [...] le seul élément digne d'intérêt est le mode boss rush, mais il ne justifie pas le prix exagéré de 15 dollars ».  
Dans le test de Nintendo Town, réalisé sur Nintendo Switch, le journaliste résume son avis par « [un jeu] graphiquement à la ramasse, une maniabilité pas terrible, une difficulté mal dosée et au final un intérêt proche du néant, le titre est une déception ». Il rapporte aussi que le jeu n'est pas une réussite artistique en version portable et l'est encore moins lorsqu'il est affiché depuis le socle de la console.  
Enfin, Lewis Parker de PC Gamer conclut son test par : « le jeu est à peine jouable en raison de sa myriade de problèmes techniques, mais même lorsqu'il fonctionne comme prévu, vous regretterez que ce soit le cas ».  
Le jeu est parfois considéré par la presse spécialisée comme le « pire jeu de l'année 2023 », au même titre que Le Seigneur des anneaux : Gollum, en raison de leurs nombreux problèmes techniques et de leur gameplay dépassé,,,,,.